# Milejów (powiat wieluński)
Milejów – wieś w Polsce położona w województwie łódzkim, w powiecie wieluńskim, w gminie Ostrówek.
W latach 1975–1998 miejscowość należała administracyjnie do województwa sieradzkiego.